# 진 마시
진 마시(영어: Jean Marsh, OBE, 1934년 7월 1일 ~ 2025년 4월 13일)는 잉글랜드의 배우, 작가이다.

## 생애

### 어린 시절
1934년 7월 1일에 태어나 런던 스토크 뉴잉턴에서 자랐다.

### 결혼
마쉬는 1955년부터 1960년 이혼할 때까지 배우 존 퍼트위와 결혼했는데 그녀는 앨버트 피니, 케네스 헤이, 그리고 영화 감독 마이클 린제이-호그와 관계를 맺었다.

### 70대 시절
2011년 10월 3일, BBC는 마쉬가 경미한 뇌졸중을 겪어 '위층'의 2번째 시리즈 '아래층'의 시작을 놓치게 될 것이라고 발표했다. 그녀는 결국 두 개의 짧은 장면에만 출연할 수 있었고 3번째 시리즈는 의뢰되지 않았다.

### 사망
마쉬는 2025년 4월 13일 런던 자택에서 치매 합병증으로 90세의 나이로 사망했다.

## 서훈
- 2012년 대영 제국 훈장 4등급(OBE) 수훈[1]

## 출연작

### 영화
- 오즈의 마법사
- 윌로우